# Arouna Koné
Arouna Koné (Ányama, 1983. november 11. –) elefántcsontparti labdarúgó, jelenleg a török élvonalbeli Sivasspor csatára.

## Pályafutása

### A válogatottban
Játszott az elefántcsontparti utánpótlás-válogatottakban. 2003-ban tagja volt az U20-as világbajnokságra érkező keretnek. A 2006-os világbajnoki selejtezőkön és a 2006-os afrikai nemzetek kupája döntőjében is játszott, ahol csapata második lett. 2006-ban a németországi világbajnokságon is részt vett.

## Sikerei, díjai

### Klubcsapatokkal
PSV
- Eredivisie: 2005–2006, 2006–2007

Sevilla
- Királykupa: 2009–10

Wigan Athletic
- FA-kupa: 2012–13

Sivasspor
- Török kupa: 2021–22

### A válogatottal
Elefántcsontpart
- Afrikai nemzetek kupája ezüstérmes: 2006[1]